# Albert S. Le Vino
Albert S. Le Vino, o Albert Shelby De Vino (Fredericksburg, 29 aprile 1878 – 1947), è stato uno sceneggiatore statunitense che iniziò a lavorare per il cinema all'epoca del muto.

## Filmografia
- Right Off the Bat, regia di Hugh Reticker (1915)
- The Woman's Law, regia di Lawrence B. McGill (1916)
- Puppets of Fate, regia di Lawrence B. McGill - cortometraggio (1916)
- The Tight Rein, regia di Howell Hansel - cortometraggio (1916)
- The Tangled Web
- The Silent Shame, regia di Lawrence B. McGill - cortometraggio (1916)
- The Lost Paradise, regia di Howell Hansel - cortometraggio (1916)
- Weighed in the Balance, regia di Howell Hansel - cortometraggio (1916)
- The Greatest Power, regia di Edwin Carewe, Edward LeSaint (1917)
- The Lifted Veil, regia di George D. Baker (1917)
- A Sleeping Memory, regia di George D. Baker (1917)
- The Adopted Son, regia di Charles Brabin (1917)
- Alias Mrs. Jessop, regia di Will S. Davis (1917)
- L'ambiziosa (An American Widow), regia di Frank Reicher (1917)
- Her Boy, regia di George Irving (1918)
- Under Suspicion, regia di Will S. Davis (1918)
- The Treasure of the Sea, regia di Frank Reicher (1918)
- Riders of the Night, regia di John H. Collins (1918)
- Bivio tragico (The Only Road), regia di Frank Reicher (1918)
- No Man's Land, regia di Will S. Davis (1918)
- Boston Blackie's Little Pal, regia di E. Mason Hopper (1918)
- Unexpected Places, regia di E. Mason Hopper (1918)
- Turkish Delight, regia di Paul Sloane (1927)
- La canarina assassinata (The Canary Murder Case), regia di Malcolm St. Clair e, non accreditato, Frank Tuttle (1929)